# Ackervillestadion
Het Ackervillestadion is een multifunctioneel stadion in Witbank, gemeente Emalahleni, een plaats in Zuid-Afrika. 
Het stadion werd gerenoveerd in 2003. In het stadion is plaats voor 11.000 toeschouwers.
Het stadion wordt vooral gebruikt voor voetbalwedstrijden, de voetbalclub Calaska FC maakt gebruik van dit stadion. 